# 천-페이턴 인자
천-페이턴 인자(陳-Paton 因子, 영어: Chan–Paton factor)는 열린 끈의 끝에 붙어 있는 자유도이다. 겹친 D-막에 의하여 생긴 자유도로 해석할 수 있다. 끈 이론에서 게이지 대칭을 도입하는 한 방법이다.

## 전개
가향 열린 끈의 경우 끈의 끝에 정수 {\displaystyle \{1,2,\dots ,N\}} 값을 가질 수 있는 자유도가 있다고 하자. 그렇다면 이를 한쪽 끝에는 기본 표현 N, 다른 끝에는 반기본 표현 N이라고 생각할 수 있다. 이에 따라 총 {\displaystyle N^{2}}개의 게이지 장 {\displaystyle A_{ij}}가 존재하게 되고, 이들은 유니터리 군 U({\displaystyle N})을 이룬다.
비가향 열린 끈의 경우, 방향 역전(orientation reversal) 연산자에 대하여 대칭이거나 반대칭일 수 있다. 대칭일 경우엔 총 {\displaystyle N(N+1)/2}가지가 가능하므로 ({\displaystyle N}이 짝수일 경우) 심플렉틱 군 {\displaystyle \operatorname {USp} (N)}을 이루며, 반대칭일 경우엔 총 {\displaystyle N(N-1)/2}가지가 가능하므로 특수직교군 {\displaystyle \operatorname {SO} (N)}을 이룬다.

### 비가향 게이지 군의 유도
비가향 게이지 군은 다음과 같이 유도할 수 있다. {\displaystyle N}개의 D-막이 겹쳐 있다고 하자.
비가향 열린 끈의 경우, 끈의 상태는 방향 역전 연산자 {\displaystyle \Omega }에 대하여 불변하여야 한다. 방향 역전 연산자는 진동 모드의 방향을 바꾸고,
{\displaystyle \Omega \colon \alpha _{n}\mapsto (-1)^{n}\alpha _{n}}
또한 천-페이턴 인자 {\displaystyle \lambda _{ij}}를 다음과 같이 바꾼다.
{\displaystyle \Omega \colon \lambda \mapsto (\gamma \lambda \gamma ^{-1})^{T}}.
여기서 {\displaystyle \gamma }는 임의의 행렬이다.
{\displaystyle \Omega }는 천-페이턴 인자뿐만 아니라, 끈의 진동 모드의 방향을 바꾸지만, {\displaystyle \Omega ^{2}}는 순수하게 천-페이턴 인자에만 작용한다. 비가향 열린 끈의 상태는 {\displaystyle \Omega }에 불변하여야 하는데, {\displaystyle \Omega }의 경우 {\displaystyle \lambda }가 달라져도 진동 모드의 방향이 바뀌어 불변일 수 있지만, {\displaystyle \Omega ^{2}}의 경우 {\displaystyle \lambda }에만 작용하므로 {\displaystyle \Omega ^{2}(\lambda )=(\lambda ^{T})^{-1}\gamma \lambda \gamma ^{-1}\lambda ^{T}=\lambda }이어야 한다. 즉, {\displaystyle \gamma ^{T}=\pm \gamma }이어야 한다. 이에 따라, {\displaystyle \gamma }는 대칭행렬이거나 반대칭행렬이다.
{\displaystyle \gamma }가 대칭행렬일 경우를 생각해 보자. 이 경우, 기저를 재정의하여 {\displaystyle \gamma =1} (단위행렬)로 놓을 수 있다. 이 경우, 천-페이턴 인자 {\displaystyle \lambda }가 대칭이면 방향 역전에 따라 부호가 바뀌지 않고, 반대칭이면 방향 역전에 따라 부호가 바뀐다. 비가향 끈 이론에서 모든 상태는 방향 역전에 따라 바뀌지 않아야 하는데, 게이지 보손 상태 {\displaystyle \alpha _{1}^{\mu }|0,\lambda \rangle }의 경우 진동 모드 {\displaystyle \alpha _{1}}에 의하여 부호가 바뀌므로 천-페이턴 인자 {\displaystyle \lambda }가 {\displaystyle N\times N} 반대칭 행렬이어야 한다. 반대칭 행렬은 직교군 {\displaystyle SO(N)}의 리 대수이므로, 이 경우 게이지 군은 {\displaystyle SO(N)}이다.
{\displaystyle \gamma }가 반대칭행렬일 경우를 생각해 보자. 이 경우, {\displaystyle \gamma }는 가역 반대칭행렬이므로 {\displaystyle N}은 짝수다. 기저를 재정의하여
{\displaystyle \gamma ={\begin{pmatrix}0&I_{N/2}\\-I_{N/2}&0\end{pmatrix}}}
으로 놓을 수 있다. 여기서 {\displaystyle I_{N/2}}는 {\displaystyle N/2\times N/2} 단위행렬이다. 이 경우, 천-페이턴 인자 {\displaystyle \lambda }가 해밀턴 행렬(Hamiltonian matrix, {\displaystyle \gamma \lambda }가 대칭행렬인 경우))이면 방향 역전 아래 부호가 바뀌고, 반해밀턴 행렬(anti-Hamiltonian matrix, {\displaystyle \gamma \lambda }가 반대칭행렬인 경우)이면 부호가 바뀌지 않는다. 게이지 보손 상태의 경우 방향 역전 아래 진동 모드의 부호가 바뀌므로, 천-페이턴 인자의 부호도 바뀌어야 한다. 따라서 이 경우 게이지 보손의 천-페이턴 인자는 해밀턴 행렬이다. 해밀턴 행렬들은 심플렉틱 군의 리 대수를 이루므로, 이 경우 게이지 군은 {\displaystyle \operatorname {USp} (N)}이다.

## 역사
잭 페이턴(영어: Jack E. Paton)과 천홍모(중국어 정체자: 陳匡武, 간체자: 陈匡武, 병음: Chén Kuāngwŭ 천쾅우[*], 영어: Hong-Mo Chan)가 1969년에 도입하였다. 페이턴과 천은 원래 중간자를 설명하려고 천-페이턴 인자를 도입하였다. 중간자를 끝에 쿼크가 달려 있는 열린 끈으로 본다면 쿼크의 색을 나타내는 자유도가 필요했기 때문이다.